# Michel Pastre
Michel Pastre (Nîmes, 7 april 1966) is een Franse jazzsaxofonist en orkestleider van de swing.

## Biografie
Pastre speelde aanvankelijk drums en altsaxofoon, maar stapte in 1983 over op tenorsaxofoon. Hij speelde eerst in Toulouse in het orkest van Paul Chéron, daarna vanaf 1991 bij Banana Jazz en in de Tuxedo Jazz Band. Met beide bands was hij betrokken bij opnamen en toerde hij door Frankrijk. Sinds 1995 speelt hij ook met de superswingmachine van Gérard Badini. In 1997 richtte hij samen met trompettist Alain Bouchet een kwintet op. Met zijn septet ging hij in 1999 op tournee met Al Casey, de gitarist van Fats Waller. Voor de live opname van deze tournee ontving hij de Prix Sidney Bechet van de Académie du Jazz. In 2000 richtte hij zijn eigen bigband op, waarmee hij voornamelijk toert in Frankrijk en Spanje en verschillende albums heeft uitgebracht. Hij werkte ook samen met Dany Doriz en de Happy Feeling-groep.

## Discografie
- 1999: Michel Pastre Septet Live during a French Tour (mit  Al Casey und Bubba Brooks; Djaz)
- 2001: Michel Pastre Big Band Diggin' the Count (Djaz)
- 2002: Michel Pastre Quartet Jumping with César (Djaz)
- 2005: Michel Pastre Quartet Free Swing (Djaz)
- 2009: Michel Pastre Big Band To Prez and Count (Jazz aux Remparts)
- 2012: Michel Pastre Big Band vs. Laurent Mignard Duke Orchestra Battle Royal (Columbia Records)
- 2015: Dominique Magloire & Michel Pastre Quartet et Big Band Travelin' Light with Billie (Chrystal Records)
- 2015:Michel Pastre Quintet Charlie Christian Project: Memories of You (met Malo Mazurié, David Blenkhorn, Sébastien Girardot, Guillaume Nouaux)